# Mönchstraße 50 (Stralsund)
Das Gebäude Mönchstraße 50 in Stralsund ist ein denkmalgeschütztes Bauwerk in der Mönchstraße.

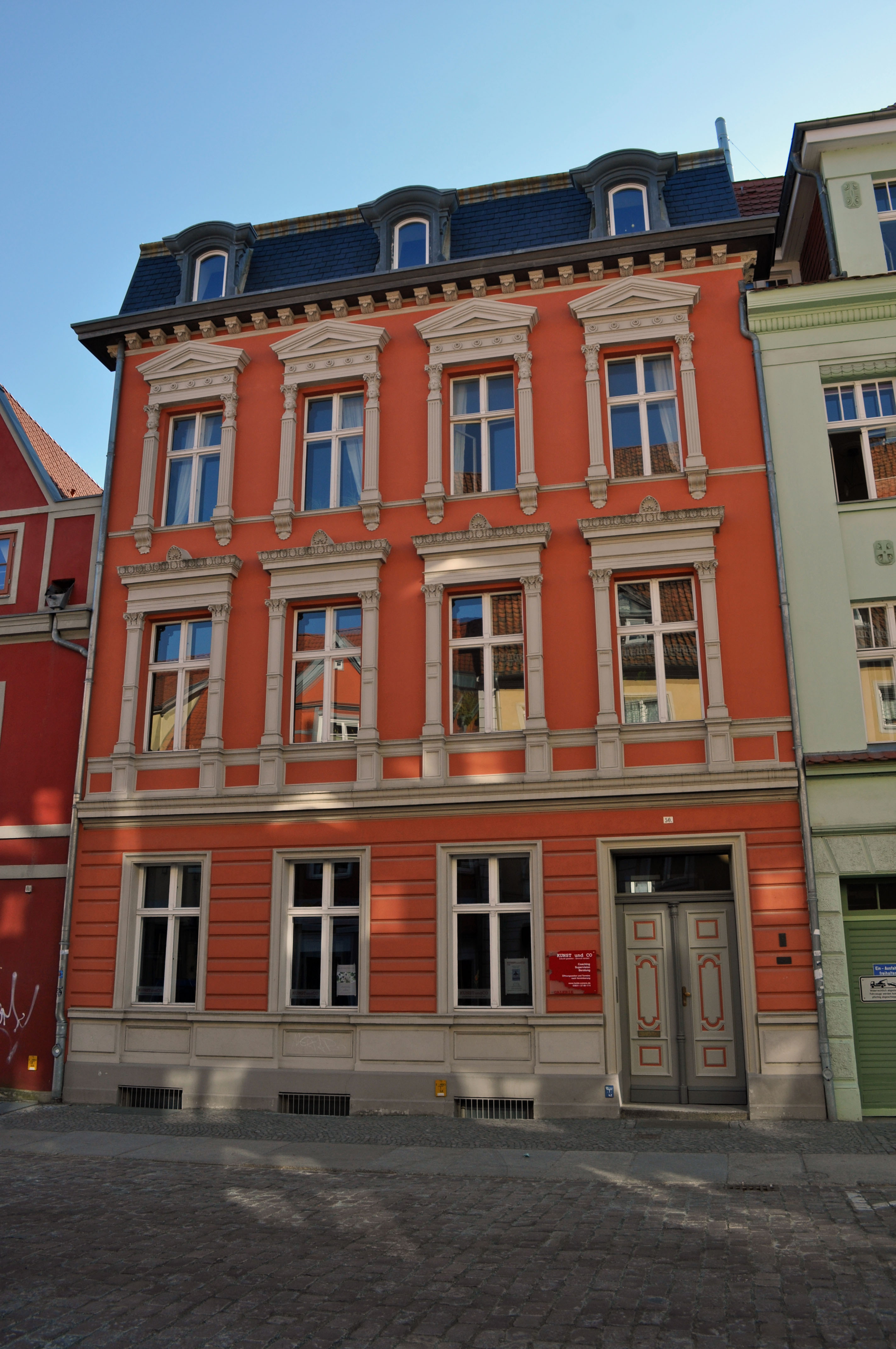
Haus Mönchstraße 50 in Stralsund (2012)

Das dreigeschossige, vierachsige Haus mit Mansarddach zeigt ein im Stil der Neorenaissance gestaltete Fassade aus der zweiten Hälfte des 19. Jahrhunderts. Die verputzte Fassade weist im Erdgeschoss Putznutung auf, ein Gurtgesims trennt die oberen Geschosse vom Erdgeschoss. Die Fenster der Obergeschosse sind überdacht und aufwändig eingefasst. Drei Gauben sind symmetrisch angeordnet.
Das Haus im Kerngebiet des von der UNESCO als Weltkulturerbe anerkannten Stadtgebietes des Kulturgutes „Historische Altstädte Stralsund und Wismar“ ist in die Liste der Baudenkmale in Stralsund eingetragen.